# Mk2
mk2（エムケーツー）は家庭用・携帯用のゲームソフトを中心としてレビューをするサイト。
2000年にPS2用ソフトをレビューするmk2が開設。2017年現在、以下のプラットフォーム向けのサイトが開設されている。
任天堂
- Wii[1]、Wii U[1]、Nintendo Switch
- ゲームボーイアドバンス、ニンテンドーDS、ニンテンドー3DS[1]

SIE
- PlayStation 2、PlayStation 3、PlayStation 4
- PlayStation Portable、PlayStation Vita

マイクロソフト
- Xbox、Xbox 360、Xbox One

## 概要
一般ゲーム雑誌やゲーム紹介サイトのように、（自称）ゲーム専門家やスタッフなどごく少人数で主観の混じったレビューをするのではなく、ソフトをプレイした、全国の一般プレイヤーが自ら参加・執筆しレビューを行う。
大本営発表やメーカーによる介入などが発生しやすい、企業によるレビューよりも多数のユーザーが実際にプレイし、レビューを行うシステムや恣意的・悪意が見られるレビューを排除するなど極力中立的かつ多角度から見ることができるシステムが評価され、一部ソフトのパッケージやポスターなどの販促物の他、雑誌広告にこのサイトの評価が印字されていたケースがある。

## レビューシステム
基本的に誰でもレビューを投稿することができるが、
- 誹謗中傷的な発言・悪意のあるメーカーへの批判
- 同一人物の二重投稿といった工作行為
- 図書館、学校などの公共施設に設置されたPCを利用しての投稿（自宅でのPCによる投稿を基本としている）

投稿時にはリモートホストやIPアドレスが取得されるため、ゲームメーカーまたは関連会社などから投稿されたものと判明すれば工作行為とみなされ、掲載されない。
- （タイトル自体は多くないが）18歳未満のユーザーがCEROのレーティングで「Z」（18才以上のみ対象）に区分されているソフトをレビューすること

などは禁止されている。
投稿の際は評価点・問題点・感想を書くことを義務付けられており、単調なコメントは基本的に不可（ない場合でも、「あえて言うならば」などと前置きした上で、書かなければいけない）。
クリアに時間を要する一部のゲーム（RPGなど）を除き、ソフトの発売から2～3日すればレビューを投稿することができるが、管理者が掲載規定に基づいてチェックした上でしか掲載されないため、投稿から掲載まで数日を要する。
掲載後の削除依頼も含めると最終的な掲載率は、大作ゲームは約4割、全体では約7～8割前後とされる。

### 点数・ランク
オリジナリティ・グラフィック・音楽・熱中度など、あらかじめ用意された5項目内で、0～5点の間で点数をつける。基準点は3点であり、オール3点の場合は60点となる。また、0点（最低点）と5点（最高点）は特別な点とされ、その点を付すに至ったより詳しいレビューが必要とされる。またそれ以外の点でもレビュー内容に矛盾が含まれてはならない。難易度のみ基準点は2点であり、得点には加算されない。
それらの点数の総合点によりランクが決まるが、ランクが付されるためにはそのタイトルへのレビューが5件以上掲載されていることが条件となっており、各レビューの総合点を中央値で算出した点数と投稿数に基づいて付される独特の方法を採用している。　
ランクの基準は高い方から順に「S・A・B・C・D・E・F・X」となっている。基準点の「60点=C」の評価としているため、CやD評価は決して低評価ではないとされる（ソフトの大半は、Cまたはその前後のランクである）。

## 参考にする場合の注意点
Xbox360 mk2やPlayStation mk2の運営者はレビューについて参考にする際に考慮するべき点の見解を述べており、下記に抜粋要約して掲載する。
- 点数について

点数の高低だけで一概に比較することはできない。たとえば「PS3やXbox 360でHDグラフィックを初めて体験した」というだけでグラフィックのポイントが高くなることもあるし、同じソフトであっても、「新品のフルプライス」で購入した場合と「格安の中古」で購入した場合で評価が異なる場合もある（「中古で安く購入できた」という理由で評価が高くなることがある）。
あくまで「レビュアーがプレイした時点での評価」だということを考慮する必要があるため、Playstation mk2では「安く買えたから」のように、購入時の価格を評価へ加味することを禁止している。
美麗な3Dグラフィックとして4点を付す場合もあれば、リメイクソフトがHD対応となったということだけで4点が付される場合もあり、項目が同じ点数でも一概に同じ観点からの評価というわけでもない。
さらに、HDTVや5.1chサラウンドシステムなど、プレイ時のハード面における環境によって左右される項目もある。熱中度などはオンラインで他者と遊ぶことで大きく評価が異なる場合も多い。
- 期待度で評価のハードルが上がる。

｢TVCMが流れていた｣、｢有名シリーズの最新作｣など、リリース前の情報によって、そのソフトに対して期待感を抱き、求められるクオリティのハードルが変動する場合がある。
なお、固定の、特に熱狂的なファンを有するソフトでは寛容の範囲が広くなるとともに、そのソフトの新作がリリースされるということ自体への喜びや嬉しさが点数に加味される場合があるなどして評価が高くなりやすい場合がある。
- レビュアーの傾向

1人あたり平均3件以下の投稿が大部分のために、ライトユーザーが多いと思われる。そのためRPGや大作、シリーズ物にレビュー数が隔たっている。
ゲームアーカイブスやバーチャルコンソールなどで配信されている過去のタイトルと最近のタイトルでは、レビューや点数の傾向が異なる場合がある。
- レビュー工作について

2ちゃんねる・ハード・業界板出身のライバルユーザーによってレビュー工作が行われることがある。
システムの性質上、明らかな工作レビューは弾かれるが、それらを潜り抜けたレビューもある。ただ中央値により極端な点数は反映されない仕様となっている。人気タイトルも中央値に標準偏差を加えることで補正することができる。このように点数表記をしているものの、運営側は「好き嫌いは個人によって違うので参考程度に」と注意をおいている。
- ハード別による同一ソフトについて

「PS3・Wii・Xbox 360」「PSP・3DS」という具合に、2機種以上のクロスプラットフォームで同じゲームソフトが発売された場合、PS3版の方がグラフィックの点において綺麗であっても「PS3にしては粗い」「Wii(PSP)としては綺麗な方」など、ハードの仕様と性能の認識差により、後者のWiiのようにグラフィック評価が高くなってしまう現象も起こる。

## 管理者
各ハードによって管理者が異なる。
- PS2・PS3・PSP・PS Vita mk2 - 恭一（mk2創始者）
- GBA・DS mk2 - なりぼー
- GC・Wii mk2 - 捺瀬
- Xbox・Xbox360mk2 - 藤井広大
- social mk2 - 株式会社ハイパーメディアクリエイターズ

## 運営者
個別サイト運営者及びポータルサイト運営者が異なる。
- 個別サイト運営者 - 恭一（mk2創始者）
- ポータルサイト（ゲエムノセカイ）運営者 - Willvii株式会社